# Joseph Lister
Joseph Lister   (Upton House, Newham, 5 d'abril de 1827 - Walmer, 10 de febrer de 1912), 1r Baró de Lister OM FRS PC, conegut com a Sir Joseph Lister, Bt va ser un metge cirurgià britànic pioner en l'ús dels antisèptics i en promoure la idea de la tècnica de la cirurgia estèril quan treballava a Glasgow Royal Infirmary. Lister va introduir amb èxit l'àcid carbòlic (actualment anomenat fenol) per esterilitzar els instruments quirúrgics i netejar les ferides, la qual cosa va reduir les infeccions postoperatòries i va fer que la cirurgia fos més segura per als pacients.

## Biografia
Lister provenia d'una família quàquera d'Upton House, Newham, edifici a West Ham, Essex, i era fill del pioner en l'ús del microscopi compost Joseph Jackson Lister.
Fins als estudis de Lister sobre els antisèptics la majoria de la gent creia en la teoria de la miasma, que es trobaria a l'aire, com a responsable de les infeccions. Lister es va assabentar dels treballs de Louis Pasteur, sobre que la fermentació i la podridura podien passar en condicions anaeròbiques si hi havia microorganismes. Lister per evitar infeccions va experimentar amb el tercer mètode de lluita contra les infeccions proposat per Pasteur que era el mètode químic.
Va ser membre i president de la Royal Society entre 1895 i 1900. Morí el 1912 a Walmer, Kent.